# روس فريمان
روس فريمان (بالإنجليزية: Ross Freeman)‏ هو سياسي أسترالي، ولد في 25 فبراير 1947. انتخب عضو الجمعية التشريعية نيو ساوث ويلز.